# Neurosi de transferència
Neurosi de transferència o neurosi transferencial és un terme tècnic de la psicoanàlisi que té un significat doble. D'una banda, en la nosologia psicoanalítica designa un tipus de «psiconeurosi» i en aquest sentit, inclou el grup que formen la histèria (tant la histèria d'angoixa com la de conversió) i les neurosis obsessives, i les diferencia d'un segon grup constituït per les neurosis narcisistes. D'altra banda, també s'anomena neurosi de transferència la neurosi artificial que es presenta durant la cura psicoanalítica: es caracteritza per les manifestacions de transferència en el vincle entre el psicoanalista i el pacient. D'acord amb aquesta tècnica de tractament, el desxiframent de les formacions simptomàtiques que formen aquesta neurosi artificial, és a dir, l'anàlisi de la transferència, inclouria el desxiframent de les claus inconscients del conflicte nuclear infantil i, així, constituiria el factor decisiu per al guariment.

## Com a entitat nosogràfica
La introducció del concepte de neurosi de transferència es deu a Carl Gustav Jung i l'empra per primera vegada al 1907, en el text Sobre la psicologia de la dementia praecox: un assaig, per distingir-la de les psicosis.
En la tercera part de les Conferències d'introducció a la psicoanàlisi, Freud feu un esforç per resumir l'estat de la psicoanàlisi quant a la doctrina de les neurosis. En aquest moment (1917) empra la distinció nosogràfica com una de les dues subdivisions de les psiconeurosis (l'altra agrupa les neurosis de tipus narcisista). I també separa les psiconeurosis de les neurosis actuals (i agrupa entre aquestes la neurastènia, la neurosi d'angoixa i la hipocondria.
Del 1924 ençà, Freud es refereix a la neurosi de transferència simplement com a «neurosi» a seques. Manté la distinció de les neurosis actuals i fila més prim en l'àmbit de les neurosis de tipus narcisista, i les distingeix de les psicosis. En l'actualitat la psicoanàlisi empra el terme «neurosi de transferència» quasi sols per als fenòmens neuròtics que s'instal·len en el vincle amb l'analista en la cura.

## Neurosi de transferència en la cura psicoanalítica
La primera experiència directa de Freud amb el fenomen de neurosi de transferència en el context de la cura es donà al 1905, amb Ida Bauer (Dora) i fou una experiència «negativa», perquè significà la fi anticipada de l'anàlisi. Freud es negà a oferir-se com a objecte de transferència amorosa de la seua pacient, sense adonar-se que amb la seua resistència i inadequat maneig de la situació li desencadenà una transferència negativa. Només ho pogué analitzar anys després.
El 1909 Sandor Ferenczi aportà l'observació que la transferència és un fenomen que apareix en totes les relacions humanes, però en la relació que s'estableix en l'anàlisi té la peculiaritat que el pacient assigna al metge una posició parental, un fet que escapa a la consciència del pacient.
Al 1912 Freud escrigué un article dedicat als fenòmens transferencials en la cura: Sobre la dinàmica de la transferència. Ací Freud fa una distinció de la transferència, segons el caràcter dels sentiments del pacient. Així, la denomina «transferència positiva» quan es tracta de sentiments amorosos i tendres, «transferència negativa» quan en són agressius, hostils, d'indiferència o menyspreu i «transferència mixta» quan el pacient repetia en la transferència l'ambivalència característica de la vida emocional infantil. En aquest text Freud debat també la relació entre transferència i resistència a l'anàlisi.